# August (film)
 For alternative betydninger, se August (flertydig). (Se også artikler, som begynder med August)
August er en dansk kortfilm fra 2012 instrueret af Kim Nørgaard Larsen.

## Handling
August er 21 år og autist. Han bor sammen med sine forældre i en lille by i Udkantsdanmark. Overfor flytter pigen An ind. Hun er 13 år. August finder An fascinerende, og de bliver hurtigt venner. Men hvor går grænsen i et forhold mellem en 13-årig pige og en 21-årig autist?

## Medvirkende
- Mads Gitz Thingholm, August
- Sofie Knudsen, An
- Mie Engelhart Jensen, Birgitte
- Niels Erik Jensen, Lars
- Stine Jensen, Lone
- Kenneth Thorslund, Carsten